# Bahnhof Sendai
Der Bahnhof Sendai (japanisch 仙台駅 Sendai-eki) befindet sich im Stadtbezirk Aoba und Miyagino der japanischen Stadt Sendai in der Präfektur Miyagi.

## Linien
Sendai wird von den folgenden Linien bedient:
- JR Tōhoku-Shinkansen
- JR Akita-Shinkansen
- JR Tōhoku-Hauptlinie
- JR Jōban-Linie
- JR Senzan-Linie
- JR Senseki-Linie
- U-Bahn Sendai
- Sendai Airport Access Line

## Geschichte
Am 15. Dezember 1887 wurde der Bahnhof von der ersten privaten Eisenbahngesellschaft Japans, der Nippon Tetsudō, eröffnet.